# Gilda Nomacce
Gilda Nogueira Macedo (Ituverava, 1 de agosto de 1971), conhecida artisticamente como Gilda Nomacce, é uma atriz brasileira de teatro, cinema e televisão.

## Biografia
Nasceu na cidade de Ituverava, interior de São Paulo, e descobriu seu dom para a atuação ainda na infância. Formou-se na City Lit School of Art em Londres. Nos Estados Unidos, realizou Residência Artística em Watermill Center, coordenado pelo encenador Robert Wilson. Em 2009, fez Residência Artística em Moscou, no teatro de Tabakov. No Brasil, passou a integrar o Centro de Pesquisa Teatral (CPT), coordenado por Antunes Filho, durante cinco anos, atuando em montagens como Fragmentos Troianos e Medeia, de Eurípedes.
Sua primeira aparição na televisão brasileira foi numa curta participação em De Corpo e Alma, telenovela transmitida pela Rede Globo em 1992. No final dos anos 1990, Nomacce também participou de diversos programas de TV, como Jô Soares Onze e Meia e Programa Ana Maria Braga, apresentando-se como cover da atriz Rita Hayworth em sua personagem Gilda, homônima da atriz.
Em 2003, juntamente com atores integrantes do CPT, fundou a Companhia da Mentira, cujo primeiro trabalho foi O que Você foi Quando era Criança?, de Lourenço Mutarelli, direção de Donizeti Mazonas e Gabriela Flores, indicada para o premio Shell de melhor texto e ovacionado pela critica especializada; em 2007, montaram Soslaio, escrito por Priscila Gontijo. Em 2009, realizou a montagem Music-Hall, de Jean-Luc Lagarce, sob a direção de Luiz Päetow.
Em 2009, na Cia. Os Satyros, atuou em Safo, de Ivam Cabral, com direção de Silvanah Santos.
No cinema, atuou no curta metragem Um Ramo, direção de Marco Dutra e Juliana Rojas, premiado na Semana da Crítica do Festival de Cannes em 2007, Um Sem um Segundo, direção de Sabrina Greve, além do vídeo Como Manter um Nível Saudável de Insanidade, sucesso na internet, de Rafael Gomes e Mariana Bastos. Dirigida por Helena Ignez, participou do longa-metragem Luz nas Trevas em 2010. Em 2014, atuou ao lado de Regina Duarte no longa-metragem Gata Velha Ainda Mia, de Rafael Primot, e do longa-metragem Quando Eu Era Vivo, de Marco Dutra, com Antônio Fagundes, Marat Descartes e Sandy Leah. Ainda em 2014, participou da montagem de Gotas d'água Sobre Pedras Escaldantes, de Rainer Werner Fassbinder, novamente dirigida por Rafael Gomes, ao lado dos atores Luciano Chirolli, Felipe Aidar e Nana Yazbek.
Em 2015, participou do filme Califórnia, dirigido por Marina Person. Gilda Nomacce também inspirou muitos personagens entre ele Denise, do Livro: Dime e o Mistério da torre de Hanói, de Walter Martins e William Rodrigues.   

## Filmografia

### Televisão
| Ano  | Título                            | Personagem              | Notas                                                |
| ---- | --------------------------------- | ----------------------- | ---------------------------------------------------- |
| 2009 | Tudo o Que É Sólido Pode Derreter | Aurélia                 | Episódio: "Senhora"                                  |
| 2012 | (fdp)                             | Léa                     | Episódio: "O Videotape É Burro. O Ponto É uma Besta" |
| 2013 | Vida de Estagiário                | Marluce                 |                                                      |
| 2014 | Psi                               | Heloísa                 | Episódio: "Desejos Cortados"                         |
| 2015 | Zé do Caixão                      | Eleonora                |                                                      |
| 2016 | Gigantes do Brasil                | Mariangela Matarazzo    | Episódio: "Matarazzo"                                |
| 2016 | A Garota da Moto                  | Liége                   |                                                      |
| 2016 | Unidade Básica                    | Ivete                   |                                                      |
| 2018 | Assédio                           | Léa                     | [ 3 ]                                                |
| 2018 | Samantha!                         | Fã mendiga dos PlimPlom |                                                      |
| 2018 | O Som e o Tempo                   | Adelaide                | Episódio: "A Passagem do Cometa"                     |
| 2018 | O Som e o Tempo                   | Lúcia                   | Episódio: "Filme-Catástrofe"                         |
| 2018 | O Som e o Tempo                   | Laura                   | Episódio: "Febre"                                    |
| 2020 | Todxs Nós                         | Inês                    |                                                      |
| 2020 | Noturnos                          | Inês                    | Episódio: "O filho perfeito"                         |
| 2020 | Noturnos                          | Proprietária            | Episódio: "Os Ossos do Ofício"                       |
| 2023 | Cidade Invisível                  | Dona Ana                | 3 episódios                                          |
| 2024 | Desejos S.A.                      | Lucimar Alves           |                                                      |

### Cinema
Longa-metragem
| Ano  | Título                                              | Personagem             |
| ---- | --------------------------------------------------- | ---------------------- |
| 2010 | Fucking Different São Paulo                         | Andréa                 |
| 2011 | Trabalhar Cansa                                     | Gilda                  |
| 2012 | Luz nas Trevas – A Volta do Bandido da Luz Vermelha | Vítima                 |
| 2013 | Corpo Presente                                      | —                      |
| 2014 | De Menor                                            | Lourdes                |
| 2014 | Ausência                                            | Luzia                  |
| 2014 | Quando Eu Era Vivo                                  | Miranda                |
| 2014 | Gata Velha Ainda Mia                                | Dida                   |
| 2015 | Califórnia                                          | Denisete               |
| 2015 | Meu Amigo Hindu                                     | Esposa de Antônio      |
| 2016 | Sinfonia da Necrópole                               | Maristela              |
| 2017 | Como Nossos Pais                                    | Didi                   |
| 2018 | As Boas Maneiras                                    | Gilda                  |
| 2018 | Todo Clichê do Amor                                 | Sofia                  |
| 2019 | A Pedra da Serpente                                 | Maria                  |
| 2019 | Onde Quer Que Você Esteja                           | Ana Maria              |
| 2020 | Todos os Mortos                                     | Irmã Flora             |
| 2021 | Meu Nome É Bagdá                                    | Gladys                 |
| 2021 | Garota da Moto                                      | Liége Bandeira         |
| 2021 | Galeria Futuro                                      | Jussara                |
| 2021 | Skull: A Máscara de Anhangá                         | Delegada Bruna Tristão |
| 2022 | Mar de Dentro                                       | Teresa                 |
| 2022 | Três Tigres Tristes                                 | Dita                   |
| 2024 | Enterre Seus Mortos                                 | Marta                  |
| 2024 | Verde Oliva                                         | Golbery                |
| 2024 | Insubmissas                                         | Júlia                  |
| 2024 | A Herança                                           | Hilda                  |
| 2025 | Ivan                                                | Sonja                  |
| 2025 | Nem Deus É Tão Justo Quanto Seus Jeans              | Dra. Juliana R.        |

Curta-metragem
| Ano  | Título                                                         | Personagem              |
| ---- | -------------------------------------------------------------- | ----------------------- |
| 2006 | Como Manter Um Nível Saudável de Insanidade                    |                         |
| 2007 | Um Ramo                                                        | Liciane                 |
| 2008 | Carne                                                          |                         |
| 2008 | Sarau na Cama                                                  |                         |
| 2008 | A Bela P...                                                    | Atriz de vídeo 1        |
| 2009 | Eva Nil cem anos sem filmes                                    | Eva Nill                |
| 2009 | Suspeito                                                       | Tânia                   |
| 2009 | Depois do Almoço                                               | Andréia                 |
| 2010 | O Paraíso em Suas Mãos                                         |                         |
| 2010 | No Noel                                                        | Sílvia                  |
| 2010 | Rede de Dormir                                                 | Gilda                   |
| 2010 | A Profecia de Asgard                                           | Eugênia / Fada do dente |
| 2011 | Pra Eu Dormir Tranquilo                                        |                         |
| 2011 | Jiboia                                                         | Aurora                  |
| 2011 | Descompasso                                                    | Lucia                   |
| 2012 | Dois                                                           | Mãe                     |
| 2012 | O Duplo                                                        | Vanda                   |
| 2012 | Chapô                                                          | Eunice                  |
| 2012 | Cardápio de Soluções Indigestas                                |                         |
| 2012 | Homem Completo                                                 | Cantora do karaokê      |
| 2013 | Grilada                                                        | Eli                     |
| 2013 | Nascemos Hoje, Quando o Céu Estava Carregado de Ferro e Veneno | Chefe                   |
| 2013 | Cajamar                                                        |                         |
| 2013 | O Jogo                                                         |                         |
| 2013 | Desculpa, Dona Madama                                          |                         |
| 2014 | A vida do fósforo não é bolinho, gatinho                       | Lígia                   |
| 2014 | O Segredo da Família Urso                                      | Mãe                     |
| 2014 | Nua Por Dentro do Couro                                        |                         |
| 2016 | Serenata                                                       |                         |
| 2016 | Janeiro                                                        |                         |
| 2016 | Love Snaps                                                     | Gilda                   |
| 2014 | Minha Única terra É na Lua                                     |                         |
| 2014 | Febre                                                          | Laura                   |
| 2014 | Cadarço                                                        | Mãe                     |
| 2014 | Duas Mulheres                                                  |                         |
| 2014 | A Passagem do Cometa                                           |                         |
| 2018 | Menino Pássaro                                                 | Tenant                  |
| 2018 | Lilith                                                         | Lilith                  |
| 2019 | As Viajantes                                                   | Gilda                   |
| 2019 | Romance                                                        | Juliana                 |
| 2019 | A Última Cova                                                  | Clara                   |
| 2020 | Você Tem Olhos Tristes                                         | Burguesa                |
| 2021 | Céu de Agosto                                                  | Cleuza                  |
| 2022 | Romance                                                        | Juliana                 |
| 2024 | Encanto Quebrado                                               | Mulher misteriosa       |
| 2025 | Boca Dura                                                      | Paula                   |